# Mile Korun
Mile Korun, slovenski režiser, scenograf, kostumograf, dramaturg, avtor dramatizacij, upokojeni profesor na ljubljanski AGRFT in dramatik * 30. oktober 1928, Ljubljana.
Korun je za svoje uprizoritve zlasti slovenskih in svetovnih klasičnih dram prejel pomembne gledališke nagrade in priznanja na festivalih po Sloveniji in na območju nekdanje Jugoslavije.